# R.O.D -READ OR DIE-
《R.O.D -READ OR DIE-》（日语：アール・オー・ディー リード・オア・ダイ）是2001年到2002年期間Aniplex發售的OVA作品。全3集。由STUDIO DEEN動畫製作公司的監督舛成孝二負責。倉田英之的輕小說《R.O.D READ OR DIE YOMIKO READMAN "THE PAPER"》為原作。描寫「操紙術」能自在操縱紙的能力的秘密探員讀子．利德曼。

## 登場人物

### 大英圖書館特殊工作部
- 讀子・列特文（読子・リードマン）配音員：三浦理惠子

紙術士，能夠把紙變成紙牆壁等等的多樣化武器，菫川奈奈奈的好朋友。[詳見R.O.D -THE TV-]
- 蘭西．幕張（ナンシー・幕張）配音員：根谷美智子

為臥底，偉人軍團中的一員，有穿透物件的能力，事件之後,記憶倒退/大英圖書館特殊工作部/，後跟讀子一起生活。
- 多雷克．安德森（ドレイク・アンダーソン）配音員：岩崎征實

讀子的同伴，很在乎自己的女兒
- （ジェントルメン）配音員：外波山文明
- 丑角（ジョーカー）配音員：鄉田穗積

大英圖書館負責人
- 溫蒂（ウェンディ）配音員：鮭延未可

秘書，丑角得力助手，因為是大英博物館，所以常泡英式紅茶給同伴

### 世界偉人軍團
企圖以貝多芬的自殺交響曲，清除多餘的人類
- 一休宗純（一休宗純）配音員：KONTA
- 平賀源内（平賀源内）配音員：大谷亮介
- 讓-昂利·法布爾（ジャン・ヘンリー＝ファーブル）配音員：竹内順子、高荷邦彦
- 奧托·李林塔爾（オットー・リリエンタール）配音員：金子はりい
- 玄奘三蔵（玄奘三蔵）配音員：高橋廣樹
- 喬治·史蒂芬生（ジョージ・スチーブンソン）
- 貝多芬（ルートヴィヒ・ヴァン・ベートーヴェン）
- 瑪塔·哈里(蘭西．幕張)（マタ・ハリ）

## 製作團隊
- 原作、系列構成、腳本 - 倉田英之（集英社「Ultra Jump Comics」刊）
- 執行製作人 - 北川直樹
- 企劃製作人 - 白川隆三
- 人物原案 - 羽音たらく
- 人物設計 - 石浜真史
- Visual work enhancer - 中嶋敦子
- 機械設計 - 菅沼栄治
- 項目設計 - 山形厚史
- 製作設計 - 神宮司訓之
- 美術監督 - 小倉一男
- 美術設定 - 成田偉保
- 色彩設計 - 松本真司
- 攝影監督 - 近藤慎与
- 編輯 - 宮本逸雄
- 音樂 - 岩崎琢
- 音樂監督 - 児玉隆
- 動作錄音演出 - 平光琢也
- 音響設計 - 山田稔
- 錄音製作 - 神南工作室
- 製作人 - 藤本昌俊、松田桂一
- 監督、分鏡、演出 - 舛成孝二
- 動畫製作 - STUDIO DEEN
- 製作 - SME・Visual works

## 各話列表
| 話數  | 日文標題 | 中文標題           | 作畫監督                                         |
| ----- | -------- | ------------------ | ------------------------------------------------ |
| 第1話 |          | 讀子小姐、事件喲。 | 石濱真史（人物） 菅沼榮治、鈴木博文（機械）      |
| 第2話 |          | 讀子小姐、印度喲。 | 石濱真史（人物） 菅沼榮治（機械） 橘秀樹（道具） |
| 第3話 |          | 讀子小姐、危機喲。 | 石濱真史（人物） 菅沼榮治（機械、特效）          |

## 關連項目
- R.O.D
- R.O.D -THE TV-

## 外部連結
- 官方網站（页面存档备份，存于）
- 萬代頻道（页面存档备份，存于）